# La silla vacía (película)
La silla vacía es una pelicula musical y dramatica mexicana de 1982, escrita y dirigida por Federico Curiel «Pichirilo», y protagonizada por Pedro Armendariz Jr., Rosenda Bernal y Ana Luisa Peluffo.

## Sinopsis
Una historia que nos muestra los sufrimientos y sinsabores de algunos actores antes de obtener el éxito. Momentos de desesperación de un padre que ante la necesidad no mide las consecuencias, hundiéndose en una vida corrupta. El amor de los hijos a los padres, que tratan de imitarlos en su forma de ganarse la vida. Así como el de la madre, al no saber cómo decirles que su padre se fue con otra mujer sin saber que una silla vacía espera su regreso... Pero al final, será ocupada por la persona a la que más cariño le tienen después de su padre.

## Elenco
- Pedro Armendáriz Jr.
- Rosenda Bernal
- Ana Luisa Peluffo
- Cristina Molina
- Álvaro Zermeño
- Lupe Mejia «La Yaque»
- Gabriel González
- Carlos Riquelme
- Alfredo Arroyo
- Inés Murillo
- José Chávez Trowe